# معاهدة زيشتوف

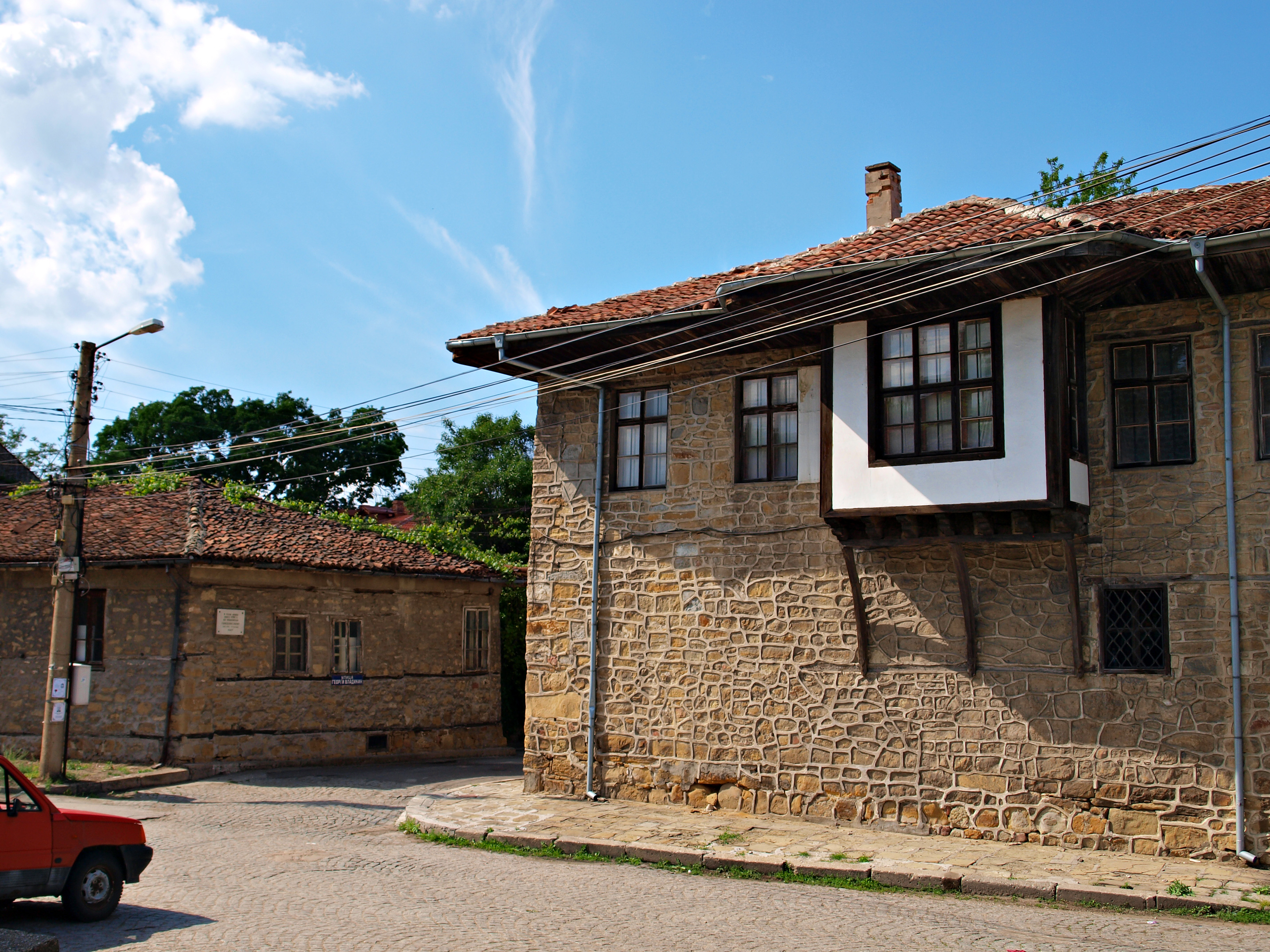
معاهدة تم التوقيع في منزل صغير إلى اليسار في الحديث سفيشتوف، بلغاريا

معاهدة زيشتوف هي معاهدة وُقعت في زيشتوف ببلغاريا في 4 أغسطس 1791 لتنهي الحرب العثمانية النمساوية (1788–1791) بوساطة بريطانيا العظمى وبروسيا وهولندا،  وكُتبت المعاهدة باللغتين الفرنسية والتركية.

## شروط المعاهدة
بعد أن تم صد النمسا في السنة الأولى من الحرب، قامت بغزو بلغراد وحصلت على نصر آخر بالقرب كالافات عام 1790، وبرغم كذلك النجاح الساحق لروسيا حليفة النمسا، تم تهديد النمسا بالغزو من قبل بروسيا; أيضاً اندلاع الثورة الفرنسية الذي طالب النمسا باهتمام عاجل. تحت هذا الضغط، لم تقبل النمسا إلا بمكاسب هزيلة للغاية من هذه الحرب: بلدة أورشوفا
والتنازل عن موقعين صغيرين على الحدود الكرواتية لصالح النمسا.
أنهت هذه المعاهدة انتهت الحلاوب النمساوية العثمانية، فلم يشارك النمسا في الحروب الروسية ضد العثمانيين خلال القرنين 19 و 20.
مع انتهاء الحرب التركية، انضمت النمسا مع بروسيا في إعلان بيلنيتز في 27 أغسطس، فتخلت النمسا أي توسع على حساب الإمبراطورية العثمانية وفي المقابل وعدت بروسيا بعدم التوسع إلى الشرق أو دعم ثورة برابانت، وتعهدت كلا الدولتين كل الدول بالتدخل في فرنسا إذا اتفقت جميع القوى الأوروبية الأخرى في حالة الضرورة.